# Titus Hoenius Severus (Konsul 141)
Titus Hoenius Severus war ein römischer Politiker und Senator des 2. Jahrhunderts.
Severus stammte aus Umbrien, wahrscheinlich aus Fanum Fortunae (heute Fano), wo Angehörige bezeugt sind. Severus wurde im Jahr 141 zusammen mit Marcus Peducaeus Stloga Priscinus ordentlicher Konsul. Sein Name ist auch in den Fasti Ostienses partiell erhalten. Sein gleichnamiger Sohn, Titus Hoenius Severus, wurde im Jahr 170 Suffektkonsul.